# Storådalens SK
Storådalens SK är en sportklubb från Guldsmedshyttan i Lindesbergs kommun. Klubben bildades 1964 och har genom åren haft både orientering och skidåkning på programmet men i dagsläget är det först och främst långdistanslöpning.
Klubben har anordnat många olika tävlingar genom åren, bland annat:
- Stråssarännet (skidor)
- Stråssamilen (löpning)

## StripaStafetten
Bergslags Stafetten anordnades mellan 1990 och 1999, sträckan gick mellan Guldsmedshyttan och Fellingsbro. Sedan stafetten lades ner så anordnar i stället Storådalens SK:
StripaStafetten som hade premiär 2000. 
Tävlingen har idag växt till Örebro läns största stafett sett till antalet deltagare. Stafetten har slogan 
"alltid andra helgen i augusti"